# هي شيانغنيغ
هي شيانغنيغ (بالصينية: 何香凝) (27 يونيو-1 سبتمبر 1972) هي شخصية ثورية صينية ونسوية وسياسية ورسامة وشاعرة. كانت هي وزوجها لياو زهونغ كاي من أوائل أعضاء حركة سون يات سين الثورية «التونغمونغوي». ساندت هي، بصفتها وزيرة شؤون المرأة في حكومة سون الوطنية في جوانغزو، تساوي الحقوق للنساء ونظمت أول تجمع في يوم المرأة العالمي عام 1924. بقيت هي، بعد اغتيال زوجها عام 1925 واضطهاد الجنرال سيانغ كاي شيك للشيوعيين عام 1927، بعيدةً عن سياسة الحزب لعقدين من الزمن، ولكنها عملت بنشاط لتنظيم المقاومة ضد الغزو الياباني للصين.
شاركت عام 1948 في تأسيس اللجنة الثورية لحزب الكومنتانغ الصيني وشغلت عدة مناصب عليا بعد تأسيس جمهورية الصين الشعبية بما في ذلك نائبة رئيس المؤتمر الاستشاري السياسي في الصين الشعبية من عام 1954 وحتى عام 1964 ونائبة رئيس الكونغرس الشعبي الوطني من عام 1959 حتى عام 1972 ورئيسة اللجنة الثورية لحزب الكومنتانغ الصيني من عام 1962 حتى عام 1972 والرئيسة الفخرية للاتحاد النسائي في كل أنحاء الصين.
كانت هي شيانغنيغ رسامة مُجددة تتبع مدرسة لينغنان للفن الصيني وشغلت منصب رئيس اتحاد الفنانين الصينيين في ستينيات القرن الماضي. افتُتح متحف هي شيانغنيغ للفنون في مدينة شينزهين عام 1997، وطبعت رسوماتها على الطوابع الصينية.

## بدايات حياتها
وُلدت هي شيانغنيغ في السابع والعشرين من يونيو عام 1878 وكان اسمها عند الولادة هي جيان (أو هي رويجان) لعائلة ميسورة في هونغ كونغ. أنشأ والدها هي بينغوان والذي تعود أصوله إلى نانهاي بمقاطعة جوانغدونغ، تجارةً مربحة في الشاي واستثمر في العقارات. أقنعت هي والدها أن تتعلم إلى جانب أخوتها الذكور وكانت طالبة نجيبة بعمر صغير.
كانت هي ناشطة نسوية منذ كانت يافعة إذ قاومت بضراوة قرار والدها بربط قدمها وفقًا للتراث الصيني. اختيرت بسبب قدمها الكبيرة لتتزوج لياو زهونغ كاي وهو صيني وُلد في أمريكا والذي لم يرغب أن تكون زوجته ذات قدم مربوطة. على الرغم من أن الزواج كان مُرتبًا اشتركت هي ولياو بعدة أشياء، حيث تشاركا حب المعرفة والفن وشغفًا بخلاص الصين. دعمت هي  ماليًا رغبة زوجها بالدراسة في اليابان باستخدام مدخراتها الشخصية وباعت حُليها لتتمكن من جمع ثلاثة آلاف دولار فضي. رحل لياو إلى اليابان عام 1902 ولحقته هي بعد شهرين إذ درست في مدرسة طوكيو للنساء الإعدادية.

## الثورة
التقت هي ولياو أثناء فترة إقامتهم في اليابان بالثوري الصيني سون يات سين عام 1903، إذ أصبحا من أوائل أعضاء حركة سون يات سين الثورية ضد حكم الكينغ والتي أطلِق عليها اسم تونغمونغوي، وعلّمهم هوانغ شينغ كيفية استخدام الأسلحة تحضيرًا للثورة. استأجرت هي منزلًا ليكون واجهة لعمليات تونغمونغوي السريّة.
بعد العودة إلى هونغ كونغ لولادة ابنتها لياو مينغ شينغ، تركت هي الطفلة مع عائلتها وعادت إلى طوكيو. درست الرسم في كلية طوكيو لفنون المرأة حيث التقت بالفنانة الإمبراطورية تاناكا راشيو، وساعدت في الأعمال الدعائية للتونغمونغوي بما في ذلك تصميم وخياطة الأعلام واليافطات الثورية. وَلدت عام 1908 ابنها لياو شينغ زهي.
عادت هي وزوجها إلى هونغ كونغ عام 1911 وهي السنة التي قامت فيها ثورة شينهاي. التقت عام 1913 سونغ شينغ لينغ التي ستصبح زوجة سون يات سين، إذ تبعتا توجيهات يات سين في الثورة على حكم الجنرال يوان شينكاي والذي أجبِر على العودة إلى اليابان كمنفي عام 1914.

## حكومة سون يات سين
انتقلت هي وزوجها عام 1916 إلى شنغهاي لدعم الثورة. أسس يات سين عام 1921 حكومته الثورية في جواندونغ وسمّى لياو وزيرًا للمالية. أقنعت هي شيانغنينغ قادة سبعة سفن حربية بحرية بالانضمام إلى حكومة سون. نظمت هي وسونغ شونغ لينغ، في جوانغزهو، اتحادًا نسائيًا لجمع التبرعات وتوفير الملابس والأدوية للجنود، وباعت أيضًا عددًا من رسوماتها لدعم الحرب. عندما ثار الجنرال شين جيونغمينغ ضد حكومة سون عام 1922، رتبت هي شيانغنيغ لم شمل سون وزوجته، وخاطرت مخاطرة كبيرة حتى نالت إطلاق سراح زوجها الذي احتجزه الثائرون.
عُينت في أغسطس عام 1923 عضوًا في اللجنة التنفيذية المركزية للكومينتانغ ووزيرة لشؤون المرأة في حكومة سون. قدمت اقتراحًا يؤيد المساواة الكاملة للمرأة في الحقوق الشرعية والاجتماعية والاقتصادية والتعليمية ونظمت أول تجمع صيني في يوم المرأة العالمي في الثامن من آذار عام 1924. فتحت أيضًا مدارسًا ومشافي للنساء في جوانغزهو.
اغتيال لياو زهونغ كاي والمسيرة المهنية خلال الحرب
بعد وفاة سون يات سين، تنافس الجناحان اليميني واليساري في الكومنتانغ على قيادة الحزب. اغتيل لياو زهونغ كاي زعيم الجناح اليساري في جوانغزهو في شهر أغسطس. كانت هي شيانغنغ بجانبه عندما اغتالوه وتلطخت ملابسها بدمائه.
ظهر شيانغ كاي شيك أخيرًا رئيسًا للحزب، وأطلق الحملة الشمالية ضد أمراء الحرب الشماليين. نظمت شيانغنغ، دعمًا للحملة، وحدات من الصليب الأحمر مكونة من نساء الطبقة العاملة وأحضرتهنّ إلى ووهان. ولكن عندما انقلب حزب الكومنتانغ بقيادة سيانغ ضد الشيوعيين عام 1927 قتل العديد من تلك النساء. بعد تلك النكسة ابتعدت هي عن سياسة الحزب لعقدين من الزمن، إذ انتقلت إلى هونغ كونغ وسينغافورة وسافرت على نطاق واسع في أوروبا عارضةً رسوماتها في لندن وباريس وبلجيكا وألمانيا وسويسرا.
عادت شيانغنغ إلى شانغهاي بعد حادثة موكدين والغزو الياباني الذي تبعها لمنشوريا عام 1931 ونظمت الجمعية الوظنية للخلاص بالاشتراك مع شين جونرو لدعم المقاومة ضد التعسف الياباني. أجبِرت على مغادرة شنغهاي بعد سقوطها بيد اليابانيين عام 1937 وهونغ كونغ بعد سقوطها عام 1941. أمضت شيانغنغ عدة سنوات في جولين فيما تبقى من الحرب اليابانية الصينية الثانية.

## جمهورية الصين الشعبية
خلال الحرب الأهلية الصينية عام 1947 أسست هي شيانغنغ ولي جيشين وعدد من أعضاء الكومنتانغ الذين عارضوا قيادة الجنرال شيانغ كاي شينغ، اللجنة الثورية للكومنتانغ الصيني. بعدما ربح الشيوعيون الحرب الأهلية وأسسوا جمهورية الصين الشعبية انتقلت هي إلى بكين وشغلت عدة مناصب عليا بما في ذلك نائبة رئيس المؤتمر الاستشاري السياسي في الصين الشعبية من عام 1954 وحتى عام 1964 ونائبة رئيس الكونغرس الشعبي الوطني من عام 1959 حتى عام 1972 ورئيسة اللجنة الثورية لحزب الكومنتانغ الصيني من عام 1962 حتى عام 1972 والرئيسة الفخرية للاتحاد النسائي في كل أنحاء الصين.
بقيت هي تعمل حتى تجاوزت الثمانين من العمر عام 1959 وبقيت تشغل عدة مناصب رسمية بعد ذلك. في الأول من سبتمبر عام 1972 توفيت شيانغنينغ بمرض ذات الرئة وكانت تبلغ من العمر 94 عامًا. دُفنت في ضريح لياو زهونغ كاي في نانجينغ إلى جنب زوجها.

## الفن
انتُخبت هي شيانغنغ بصفتها رسامة مُجددة تتبع مدرسة لينغنان للفن الصيني كثالث شخص يشغل رئيس اتحاد الفنانين الصيني في يوليو عام 1960. كانت تستمتع بشكل خاص برسم أزهار البرقوق وأشجار الصنوبر والنمور والأسود. نُشرت عدد من رسوماتها عام 1979 في جواندونغ. افتُتح متحف هي شيانغنيغ للفنون في مدينة شينزهين عام 1997، وكان هذا المتحف أول متحف من الطراز الوطني يُسمى تيمنًا باسم فنان واحد وكتب الرئيس الصيني مخطوطة اسم المتحف بخط يده. أصدر البريد الصيني في يونيو عام 1998 مجموعة من ثلاثة طوابع تُظهر رسومات شيانغنغ.

## العائلة
رُزق لياو زهونغ كاي وهي شيانغنينغ بطفلين. ابنتهم لياو شينغ مينغ كانت مترجمة معروفة إذ كانت متمكنة من اليابانية والإنجليزية والفرنسية. ابنهم لياو شينغ زهي كان عضوًا في المكتب السياسي للحزب الشيوعي الصيني ونائب رئيس الكونغرس الشعبي الوطني وكان يتحضر ليشغل منصب نائب رئيس الصين قبل أن يداهمه الموت المفاجئ عام 1983. شغل لياو هوي ابن لياو شينغ زهي منصب رئيس مكتب شؤون هونغ كونغ وماكاو ونائب رئيس المجلس الاستشاري السياسي في الصين الشعبية.